# Fusillade de 2024 à Jaffa
La fusillade de 2024 à Jaffa survient le 1er octobre 2024 lorsque deux hommes armés, qui seraient membres du Hamas, mènent une attaque à Jaffa, en Israël, tuant sept civils et blessant dix-sept autres,,.

## Fusillade
Vers 19 h 0, deux hommes armés de fusils et de couteaux ouvrent le feu sur des piétons près de la station Erlich du métro léger de Gush Dan à Jaffa, blessant plusieurs civils,. Le service d'intervention d'urgence israélien (MDA) indique avoir reçu des informations faisant état de personnes blessées par balle à 19 h 1.
Selon les premiers rapports, trois endroits sont impliqués dans l'attaque : le boulevard de Jérusalem, la rue Yefet et la rue Gaza. Une enquête préliminaire révèle que les deux militants descendent du tramway sur le boulevard de Jérusalem, dégainent des armes à feu et commencent à tirer au hasard.
Un passant et un agent de sécurité ripostent et tuent les hommes armés peu après le début de l'attaque,.

## Victimes
Sept personnes sont tuées et dix-sept autres blessées lors de l'attaque. Parmi les morts figurent un citoyen grec et un autre géorgien. Les blessés sont transportés au centre médical Edith Wolfson de Holon et au centre médical Sourasky de Tel-Aviv.

## Auteurs
Les deux hommes armés ne sont pas immédiatement identifiés par les autorités. Selon les rapports des autorités israéliennes, les deux hommes armés sont des terroristes. Le ministre israélien des Finances, Bezalel Smotrich, déclare qu'il s'agit de palestiniens originaires de la ville d'Hébron, en Cisjordanie occupée. Aucun groupe ne revendique la responsabilité de l'attentat.

## Réactions
Le ministre israélien de la sécurité nationale, Itamar Ben-Gvir, se rend sur les lieux de la fusillade et affirme qu'une mosquée voisine pourrait avoir des membres ayant participé à l'affrontement, et déclare qu'il fermera et détruira la mosquée si cela s'avère. Bezalel Smotrich indique qu'il exigera lors de la réunion du cabinet ce jour-là que les membres des familles des tireurs soient déportés à Gaza et que leurs maisons soient détruites. Ben-Gvir fait référence aux frappes iraniennes contre Israël, déclarant qu'il exigera lors de la réunion du cabinet qu'il n'y ait plus de temps pour la diplomatie et le confinement, mais qu'à l'avenir, la politique devra viser à écraser les militants.